# 濱海省 (玻利維亞，1825–1904)

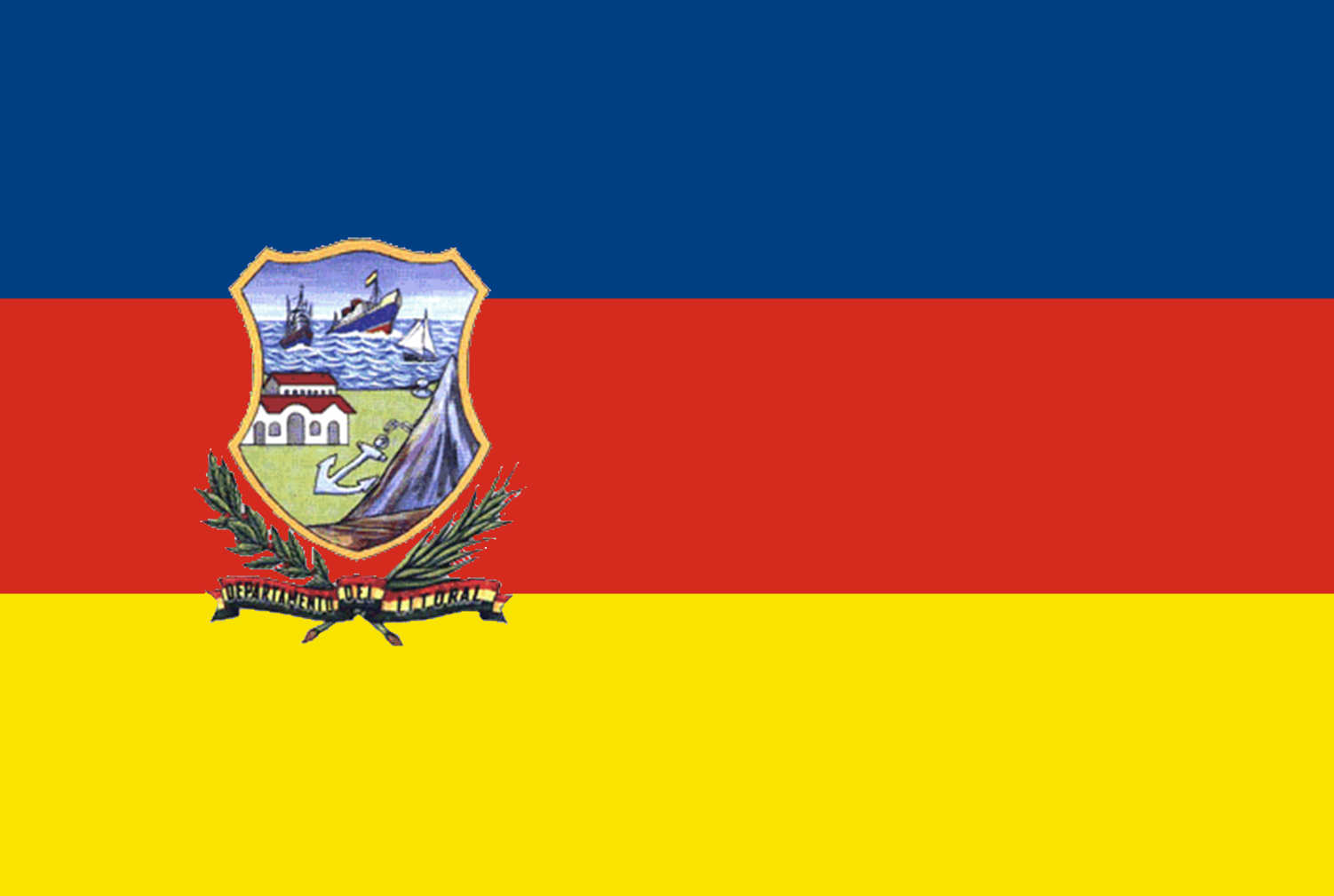
濱海省旗幟

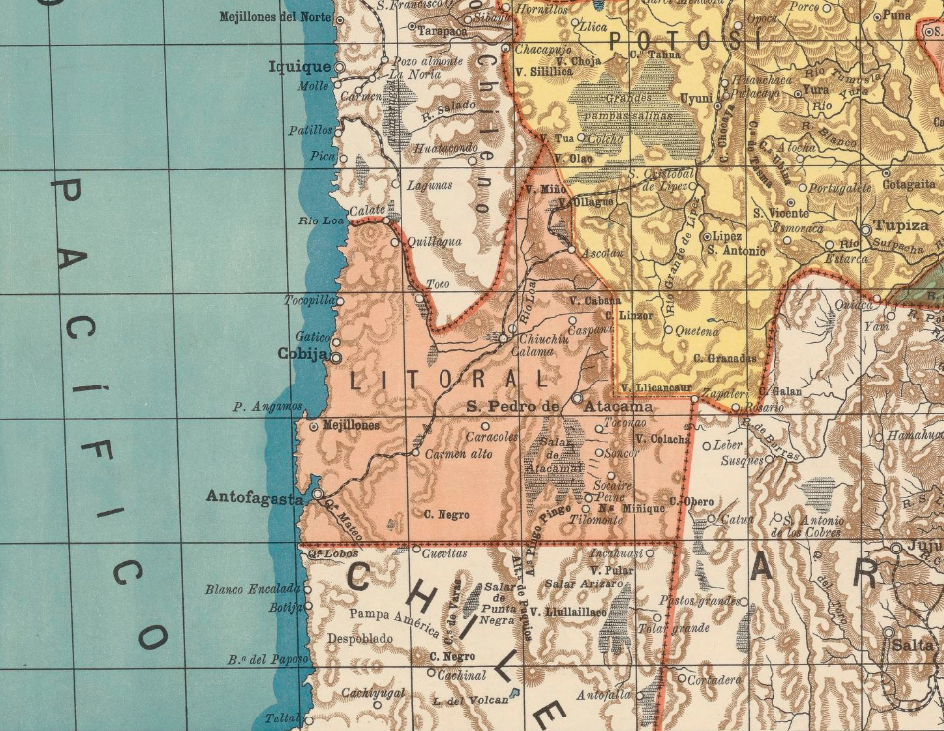
濱海省地圖 (1894年)

濱海省（西班牙語：Departamento del Litoral）是玻利維亞實質控制於1825至1879年的一個省份，1875年，該省的省会從拉馬爾（今科維哈）遷至安托法加斯塔。1879年2月14日，該省於硝石戰爭被智利佔領。1904年正式被割讓給智利，其範圍屬於現今智利的安托法加斯塔大區。